# Großer Name
Der Große Name ist im alten Ägypten des Altes Reiches die Bezeichnung des Hauptnamens einer Person, der wahrscheinlich schon bei der Geburt verliehen wurde. Die Bezeichnung wurde vor allem dann genutzt, wenn eine Person zwei oder in seltenen Fällen sogar drei Namen hatte. Der zweite Name wird meist als schöner Name, seltener als kleiner Name, bezeichnet.